# Blåregnssläktet
Blåregn (Wisteria) är ett släkte med ungefär tio arter klätterväxter som ursprungligen kommer från östra Asien (Kina, Japan och Korea) och Nordamerika (USA). 
Wisteria-växterna klättrar genom att vrida hela stammen runt ett stöd. De kan bli 20 meter höga och sprida sig minst 10 meter åt sidorna. Blommorna växer i långa klasar och vissa arters blommor doftar. Blomfärgen är lila, rosa eller vit. Bladen är parbladiga och mellan 15 och 35 centimeter långa. Fröna är giftiga och sitter i baljor.
Olika Wisteriaarter är omtyckta trädgårdsväxter. De vill helst ha en solig växtplats och väldränerad jord. Förökning sker med frön, sticklingar, avläggare eller ympning. Det kan dock ta lång tid innan frösådda plantor blommar.
Släktet är uppkallat efter Caspar Wistar, en professor i anatomi vid University of Pennsylvania. På grund av detta stavas ibland växtsläktet felaktigt "Wistaria".
I sydöstra U.S.A. är blåregn klassad som invasiv art. Den är härdig och livskraftig, förvildas lätt, och konkurrerar ut inhemska arter. 